# 孟宪东
孟宪东（1965年12月—），男，汉族，内蒙古敖汉旗人，中华人民共和国政治人物。大学学历，农业推广硕士，现任中共内蒙古自治区委员会常委、通辽市委书记。第十三届全国人民代表大会内蒙古地区代表。

## 生平
1988年1月加入中国共产党。同年毕业于内蒙古农牧学院兽医系兽医专业，7月参加工作。
2008年4月，任二连浩特市委副书记、政府市长（2009年3月至2010年1月在中央党校第9期中青年干部培训班学习）。2011年8月，任中共二连浩特市委书记。
2014年10月，任中共通辽市委副书记、政法委书记。2015年1月，任中共通辽市委副书记。
2016年3月，任赤峰市人民政府市长。
2018年2月24日，当选为第十三届全国人大代表。
2020年1月，任中共赤峰市委书记。
2021年5月，任内蒙古自治区党委常委、通辽市委书记。